# Горев, Борис Исаакович
Борис Исаакович Горев (настоящая фамилия — Гольдман, также Горев-Гольдман, Гольдман-Горев; 4 декабря 1874, Вильна — 27 декабря 1937) — деятель российского социал-демократического движения, публицист.
Член РСДРП (с 1903 года большевик, с 1907 года — меньшевик), кандидат в члены ЦК РСДРП (меньшевик, 19.5(1.6).1907 — 26.12.1911 (8.1.1912)), член Заграничного бюро ЦК РСДРП (от меньшевиков, 1.1909 — 5/6.1911). Избирался членом ЦК РСДРП(о).
В 1917 член ВЦИК 1-го созыва. 

## Биография
Родился 4 декабря (по старому стилю) 1874 года в семье Исаака Мироновича (Ицика-Вульфа Мееровича) Гольдмана (1839—1905), коммерсанта и поэта, писавшего на древнееврейском языке, и Анны Моисеевны (Ханы-Двойры Мовшевны) Гольдман (1851—?), уроженцев Годутишек Свенцянского уезда. Ему приходился братом Михаил Либер, впоследствии видный бундовец, братья неоднократно пересекались в последующей политической деятельности. У него также были братья Самуил (1876), Леон (1877) и Бенцион (1887), сёстры Ольга (1878), Юлия (1879), Надежда (1881), Раиса (1882), Эсфирь (1894), и от первого брака отца — Абрам (1869) и София (1867).
Окончил 1-ю Виленскую гимназию с золотой медалью (1894).
В 1894—1897 годах учился в Петербургском университете, был исключён. Весной 1897 г. был арестован по делу петербургского «Союза борьбы за освобождение рабочего класса», членом которого был с 1895 года. В это время поддерживал Ленина.
Был членом редакции газеты «Голос социал-демократа».
В 1905 г. член Петербургского комитета РСДРП.
В 1910—1911 гг. член и секретарь Заграничного бюро ЦК РСДРП
В годы 1-й мировой войны меньшевик-«оборонец». Будучи в ссылке занимался антивоенной пропагандой.
До Февральской революции неоднократно подвергался арестам (5 раз, провел в тюрьмах около 5,5 лет), высылкам (провёл около 6 лет в ссылках в Якутской области, Енисейском уезде и Туруханском крае), был в эмиграции.
В 1920 году вышел из партии и отошёл от политической деятельности. Работал в Институте Маркса и Энгельса, занимался преподавательской деятельностью, литературной критикой.
Член Всероссийского общества бывших политкаторжан и ссыльнопоселенцев (1922).
В 1925 году был одним из создателей Общества историков-марксистов.
В 1937 году арестован органами НКВД по обвинению в причастности к деятельности антисоветской эсеровско-меньшевистской организации и расстрелян.
Урна с прахом захоронена в колумбарии Донского кладбища.

## Работы
- Евреи в произведениях русских писателей — Петроград : Свободное слово, 1917. — 31 с.
- М. А. Бакунин (К 50-летию со дня смерти)
- Марксизм и рабочее движение в Петербурге четверть века назад
- Из партийного прошлого: Воспоминания, 1895—1905. — Л.: Госиздат, 1924.
- Революционное народничество семидесятых годов. — М., 1928
- Анархизм в России (от Бакунина до Махно) — [Москва] : Молодая гвардия, 1930. — 143 с.
- Николай Константинович Михайловский: Его жизнь, литературная деятельность и миросозерцание. — Л., 1931. — 94 с.